# Abererch
Abererch är en ort i Storbritannien.   Den ligger i kommunen Gwynedd och riksdelen Wales, i den sydvästra delen av landet, 300 km nordväst om huvudstaden London. Abererch ligger 11 meter över havet och antalet invånare är 1 354.
Terrängen runt Abererch är platt söderut, men åt nordväst är den kuperad. Havet är nära Abererch söderut.  Närmaste större samhälle är Pwllheli, 2,4 km sydväst om Abererch. 